# Spirit Indestructible
Spirit Indestructible è un brano musicale estratto come secondo singolo dal quinto album della cantante Nelly Furtado, The Spirit Indestructible, pubblicato il 18 settembre 2012 in Italia. La title track dell'album è stata co-scritta dalla stessa cantante insieme a Rodney "Darkchild" Jerkins e prodotta esclusivamente da quest'ultimo.
Spirit Indestructible è stato reso disponibile in download digitale su iTunes dal 31 luglio 2012 nel mondo, fatta eccezione per Canada, Germania, Messico, Regno Unito e Stati Uniti.

## Tracce
Download digitale
1. Spirit Indestructible (Radio Edit) - 3:34
2. Spirit Indestructible (Acoustic Version) - 3:55
3. Spirit Indestructible (Music Video) - 4:04

CD singolo
1. Spirit Indestructible (Radio Edit) - 3:34
2. Spirit Indestructible (Acoustic Version) - 3:54

UK Download digitale
1. Spirit Indestructible
2. Spirit Indestructible (Radio Edit) - 3:34
3. Spirit Indestructible (Acoustic Version) - 3:55
4. Big Hoops (Bigger the Better) (Wideboys Remix)
5. Big Hoops (Bigger The Better) (Michael Woods Remix)

## Esibizioni dal vivo
Nelly Furtado è stata tra le protagoniste dell'evento live realizzato a Malta il 26 giugno 2012 intitolato Isle Of MTV 2012, dove ha proposto entrambi i singoli estratti dal suo album The Spirit Indestructible: Big Hoops (Bigger the Better) e Spirit Indestructible.

## Classifiche
| Classifica (2012) | Posizione massima |
| ----------------- | ----------------- |
| Austria           | 41                |
| Belgio (Vallonia) | 125               |
| Germania          | 23                |
| Italia            | 76                |
| Slovacchia        | 30                |
| Svizzera          | 32                |